# Aus Kinderzeiten
Aus Kinderzeiten ist der Titel einer 1903 entstandenen und 1907 publizierten Erzählung Hermann Hesses, in der sich der Erzähler an ein Kindheitserlebnis, den Tod seines Freundes Brosi, erinnert.

## Inhalt
Erinnerung
Von Jahr zu Jahr steht der Erzähler im Frühling „mit Ungeduld und Sehnsucht auf der Lauer, als müsste ein besonderer Augenblick [ihm] das Wunder der Neugeburt erschließen, als müsse es geschehen, dass [er] einmal, eine Stunde lang, die Offenbarung der Kraft und Schönheit ganz sähe und begriffe und miterlebte, wie das Leben lachend aus der Erde springt und junge große Augen zum Lichte aufschlägt“: Aus Kinderzeiten her ist „mit dem Geruch des frischgepflügten Ackerlandes und mit dem keimenden Grün der Wälder eine Erinnerung verknüpft, die mich in jedem Frühling heimsucht und mich nötigt, jene halbvergessene und unbegriffene Zeit für Stunden wieder zu leben.“ Aus einer solchen hoffnungsvollen Situation heraus, erinnert sich der Erzähler an ein Kindheitserlebnis.
Naturmagie
Der Junge wacht auf und schaut aus dem Fenster. Alles sieht „dumpf und verwischt und traurig aus, große Wolken stöhn[-]en über den ganzen Himmel und die bläulich-schwarze Berge sch[ei]nen mitzufluten, als hätten sie alle Angst und streb[-]en davon, um einem nahenden Unglück zu entrinnen.“ Nebenan in der Schlafstube sprechen seine Eltern über den todkranken Nachbarsjungen Brosi, mit dem er früher, bevor er in die Schule kam, einmal befreundet war. Erinnerungen an diese Zeit tauchen langsam auf, als er und der ein Jahr ältere Freund gemeinsam durch die Felder und Wälder streiften, die Magie der Natur spürten, sich stritten und einander wieder mit Äpfeln und Spielsachen beschenkten. Eines Tages war Brosis zahmer Rabe gestorben und die Kinder beerdigten ihn feierlich mit einer Grabrede. Als Brosi zu weinen begann, musste der kleine Bruder darüber lachen und es kam zu einer Balgerei, worauf Brosis Mutter sie wieder mit Kuchen versöhnte. Ein anderes Mal machte Brosi einen hohen Freudensatz, als dem gefangen gehaltenen Turmfalken des Dachtelbauern die beschnittenen Flügel nachgewachsen waren und ihm die Flucht gelang. Er schrie: „Flieg du […] jetzt bist du wieder frei.“ Brosi hatte viel Empathie für Tiere und Menschen. Bei einem Sintflutspiel dachten sie sich den Bau einer Arche aus und Brosi legte Wert darauf, dass das Floß so groß gebaut wird, dass nicht nur die beiden Freunde darauf Platz hätten, sondern auch ihre Familien und die Haustiere. Auf dem Weg durch einen Tannenwald achtete er darauf, dass die Moosbüschel auf den Steinen nicht zerstört wurden, denn es seien die Fußabdrücke von Engeln.
Krankheit
Dann wurde Brosi im Herbst krank und allmählich vergaß ihn der Erzähler, bis ihn seine Mutter nach dem Gespräch mit ihrem Mann daran erinnert, den früheren Spielgefährten einmal zu besuchen. Zugleich gibt sie ihrem Sohn Hyazinthen zur Pflege und vergleicht die Situation mit der des kranken Brosi. Der Junge stellt sich vor, wenn die Pflanze durch regelmäßiges Gießen gedeihe, werde sein Kamerad wieder gesund, und so trage er die Verantwortung für sein Leben. Bei seinen Besuchen verliert er seine anfängliche Angst vor dem Anblick eines Schwerkranken: Das Gesicht Brosis ist spitz und schmal, „aber den Tod [kann] ich  nicht darin sehen, sondern nur ein feines Licht, und in den Augen etwas Ungewohntes, gütig Ernstes und Geduldiges, bei dessen Anblick mir ähnlich ums Herz ward wie bei jenem Stehen und Lauschen im schweigenden Tannenwald, da ich in banger Neugierde den Atem anhielt und Engelschritte in meiner Nähe vorbeigehen spürte.“ Brosi hat nicht viel Kraft und schläft oft bei den Unterhaltungen ein. Der Junge plaudert über die früheren Unternehmungen und macht Scherze. Doch bei Brosis verhaltenen Reaktionen kommt ihm der Freund um viele Jahre älter vor und er verliert seine Lustigkeit.
Tod
Als sich der Blumenstock schön entwickelt hat, trägt der Junge ihn mit dem Glauben an die Genesung des Kameraden ins Nachbarhaus. Dann vergeht einige Zeit, und das Leben verläuft wie gewohnt weiter. Die Besuche bei Brosi werden immer kürzer: „Seine Augen [sind] groß und verändert, und wie er mich an[sieht], [ist] es ein fremder wunderlicher Blick wie aus einer weiten Ferne her, als kenne er mich gar nicht und sei über mich verwundert, habe aber zugleich andere und viel wichtigere Gedanken.“ Am nächsten Morgen erfährt er von seiner Mutter, dass Brosi gestorben ist. Er sei ein Engel geworden.
Frühling
Noch einige Zeit beschäftigt ihn der Tod des Freundes. „Dann aber [kommt] früh und plötzlich der ganze Frühling, über die Berge [fliegt] es gelb und grün, im Garten [riecht] es nach jungem Wuchs, der Kastanienbaum tastet[-] mit weich gerollten Blättern aus den aufgesprungenen Knospenhüllen, und an allen Gräben lach[-]en auf fetten Stielen die goldgelben glänzenden Butterblumen.“

## Hesses Kindheitserzählungen
Fiktive und biographisch verankerte Kindheitserinnerungen durchziehen Hesses Werk, als selbständige Erzählungen oder Romanepisoden, von Anfang an: Von „Aus Kinderzeiten“ (1903 entstanden) bis „Kaminfegerchen“ (1953 entstanden). Schwerpunkte der Schilderungen sind: Verfehlungen und Schuldgefühle („Nachtpfauenauge“ und „Kinderseele“, 1911 bzw. 1919 entstanden), Mobbing und Isolation („Die Verlobung“ und „Demian“, 1908 publiziert bzw. 1917 entstanden), Freundschaft mit einem reiferen Schüler („Demian“), Druck des Schulsystems („Unterbrochene Schulstunde“, „Unterm Rad“, 1906 veröffentlicht) Krankheit und Tod eines Freundes („Aus Kinderzeiten“), soziale Unterschiede und die zwei Welten der Lateinschüler und Volksschüler („Demian“, „Kinderseele“, „Peter Camenzind“ und „Unterbrochene Schulstunde“, 1904 publiziert bzw. 1948 entstanden), Auseinandersetzung  mit der mächtigen Vaterfigur („Kinderseele“), Versunkenheit in die eigene Erlebniswelt („Kaminfegerchen“).
Für Michels ist „Aus Kinderzeiten“ ein Musterbeispiel für Hesses frühe Prosa, in der er Mensch und Natur in direkte Verbindung bringt und ein Erlebnis in den Wechsel der Jahreszeiten einbettet: „Wer solche Schilderungen liest, bleibt nicht mehr unbeteiligter Zuschauer, sondern wird unwillkürlich miteinbezogen in die Regeneration des Organischen, dem auch der Leser mitangehört.“ Der Erzähler verbinde eine unmittelbare sinnliche Wahrnehmung mit lange verschütteten Erlebnissen in einer Phase der Kindheit, die dem Vorfrühling in der Natur entspreche. Wie in anderen Erinnerungen verarbeite Hesse ein traumatisches Kindheitserlebnis eines 5-jährigen Jungen, die plötzliche Erkrankung und den unbegreiflichen Tod, in einer „exakten[n] psychologische[n] Studie ohne nachträgliche Harmonisierung und Verklärung des schwer Begreiflichen.“

## Adaption
- Lesung: Uni Tübingen (2002. 2012), Mediathek. Sprecherin Brigitte Reinholz (53 Min.)[4]